# Přádelna Levavasseur

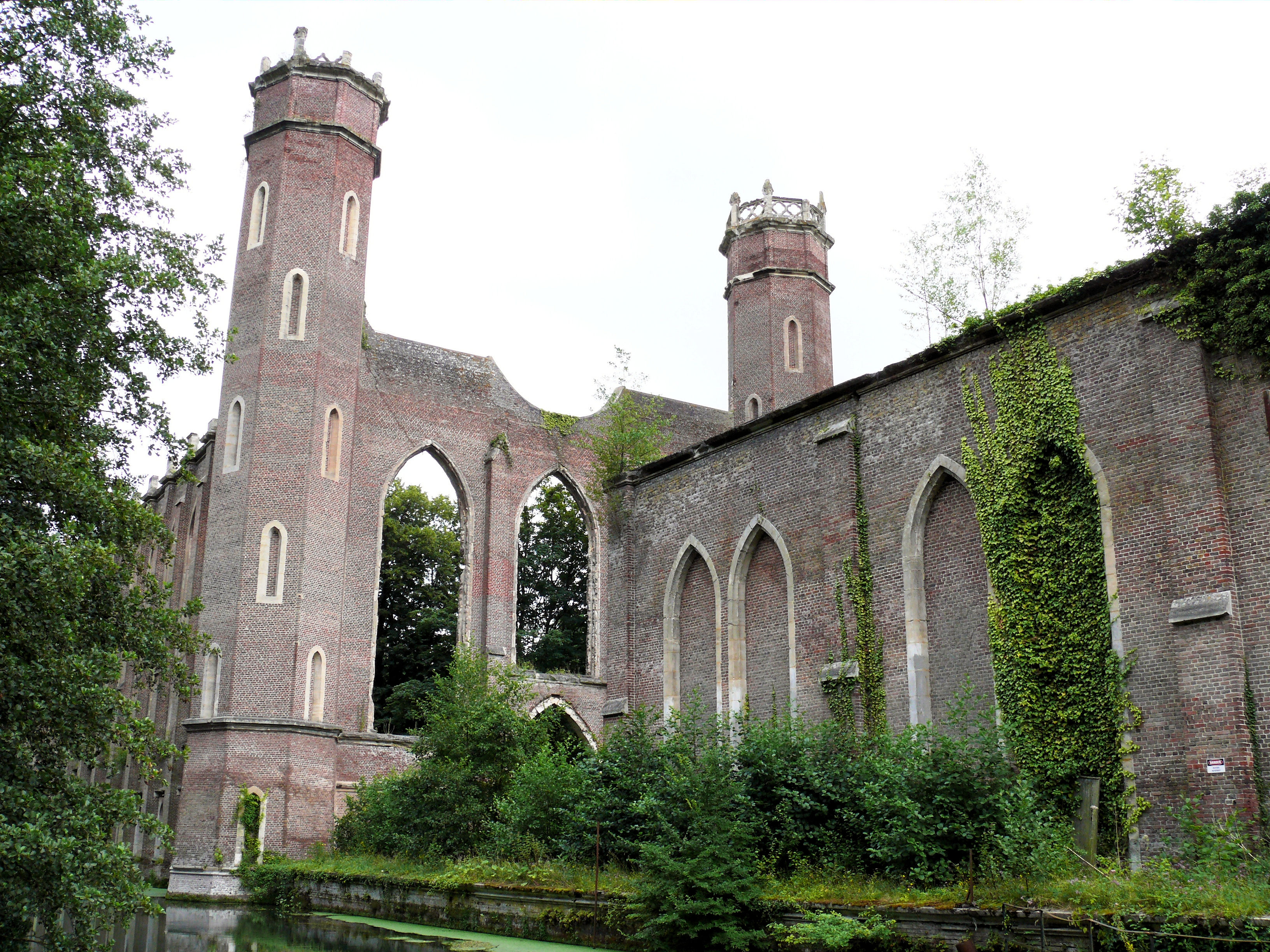
Přádelna Levavasseur

Přádelna Levavasseur (Filature Levavasseur) se nachází u Fontaine-Guérard (Guérardovy studánky) u obce Pont-Saint-Pierre ve francouzském departmentu Eure v Normandii.
Je to doslova průmyslová katedrála, postavená v polovině 19. století. Do současné podoby se zachovala jen jako zřícenina, a to od roku 1874, kdy vyhořela. Ačkoli to zní neuvěřitelně, turisté ji často zaměňují s Klášterem Notre-Dame de Fontaine-Guérard (Abbaye Notre-Dame de Fontaine-Guérard), který se nachází v těsné blízkosti. Přádelna Levavasseur vypadá spíše jako církevní stavba než jako průmyslová továrna, je vidět nad okolními stromy z širokého okolí, zatímco klášter je právě mezi těmito stromy až do poslední chvíle oku turisty ukryt.

## Historie
V roce 1822 prodal Adolphe Guérould z důvodu ekonomických problémů své průmyslové panství, které se skládalo z textilní přádelny vlny a bavlny a továrny na sukno, zřízených na pozemcích u kláštera Notre-Dame de Fontaine-Guérard u Radepontu baronovi Levavasseurovi. Edouard (řečený Jacques) Levavasseur byl továrník a rejdař z Le Havru. Dovážel si z Ameriky suroviny pro zásobování svých přádelen vlastními loděmi. Původní stav objektu rekonstruoval a vylepšil.
Zemřel 20. března 1842 a panství zdědil jeho syn Charles, který se na jeho řízení od počátku podílel. O několik měsíců později přádelnu lnu zachvátil ravage požár. V roce 1844 se zakoupením zámku Radepontu stal vlastníkem pozemků o délce více než 5 kilometrů podél řeky Andelle.
Následovaly na nové požáry na dvou jiných místech výroby v roce 1851, proto se Charles Levavasseur rozhodl, že zboří staré průmyslové objekty a po proudu řeky zřídí novou továrnu mimo pozemky starého kláštera. V roce 1855 navrhl zřízení přádelny. Aby bylo možné sem umístit stroje přádelny, kde mělo pracovat 300 dělníků, odklonil tok Andelle a nechal vybudoval kanál. Práce začaly v roce 1857. Továrna v anglickém novogotickém stylu měřila 96 metrů na délku a 26 na šířku. Komíny, skryté ve věžích ve čtyřech rozích stavby dosahovaly výšky 38 metrů na 5 patrech. Druhá přádelna – zvaná „malá přádelna“ (96 metrů dlouhá a 20 metrů široká) byla postavena poblíž. V roce 1861 továrna zahájila svůj provoz.
23. srpna 1874 zachvátil velkou přádelnu požár. Charles Levavasseur podnik předal svému synovi Arthurovi. Pojištění nepokrylo náklady na veškeré práce, pouze malá továrna byla zrekonstruována a byl v ní obnoven provoz. V roce 1913 místo postihl nový požár, ale ten neznemožnil pokračování provozu. Když Arthur v roce 1923 zemřel, zdědil ji Bernard Levavasseur.
Zámek Radepont a přilehlý park byly prodány. Fernand Colombel v roce 1937 klášter de Fontaine-Guérard věnoval Armádě spásy.
16. prosince 1946 další požár v malé přádelně znamenal konec veškeré činnosti v této oblasti. Pouze jedna budova byla rekonstruována na místě přehrady, kde byla instalována turbína, která dodává elektřinu do sítě EDF.
V 60. letech 20. století místo koupil department Eure. Department zamýšlel rekonstrukci, která by návštěvníkům umožnila zhlédnout jednu z posledních památek na velké přádelny z poloviny 19. století, které se na severu Francie stavěly způsobem, jako by šlo o zámky.